# Jouy-aux-Arches
Jouy-aux-Arches – miejscowość i gmina we Francji, w regionie Grand Est, w departamencie Mozela.
Według danych na rok 1990 gminę zamieszkiwały 1 493 osoby, a gęstość zaludnienia wynosiła 248 osób/km² (wśród 2335 gmin Lotaryngii Jouy-aux-Arches plasuje się na 270. miejscu pod względem liczby ludności, natomiast pod względem powierzchni na miejscu 922.).